# Керестинец (концентрационный лагерь)
Керестинец — концентрационный лагерь, созданный хорватскими усташами во время Второй мировой войны в 25 километрах от Загреба. Лагерь действовал с мая по июль 1941 года, часть его заключённых была отправлена в другие хорватские и немецкие лагеря.

## История
Лагерь Керестинец был организован усташами 19 апреля 1941 года. Он был предназначен для представителей интеллигенции, арестованных в хорватской столице. Расстрелы
начались 8 июля, но в ночь с 13 на 14 июля группа партизан-коммунистов проникла в лагерь и попыталась освободить узников. Из 111 попытавшихся бежать спастись смогли только четырнадцать человек, остальные погибли при прорыве, либо уже вне стен лагеря. 16 июля Керестинец был закрыт.
По данным югославского историка Здравко Диздара, всего через лагерь прошло более 900 евреев, сербов, хорватов и т. д. Многие из них были отправлены в другие лагеря, в частности, в Ясеновац. Некоторые были расстреляны в самом Керестинце.
Во время войны в Хорватии 1991—1995 гг. Керестинец использовался как лагерь для военнопленных, где содержались сербы, в том числе гражданские лица. После войны некоторые бывшие заключённые выступили с обвинениями в мучениях и изнасилованиях. В 2010 году хорватское правосудие начало расследование, четверо бывших охранников лагеря были арестованы.